# Tbilisi-Soganlug flygbas

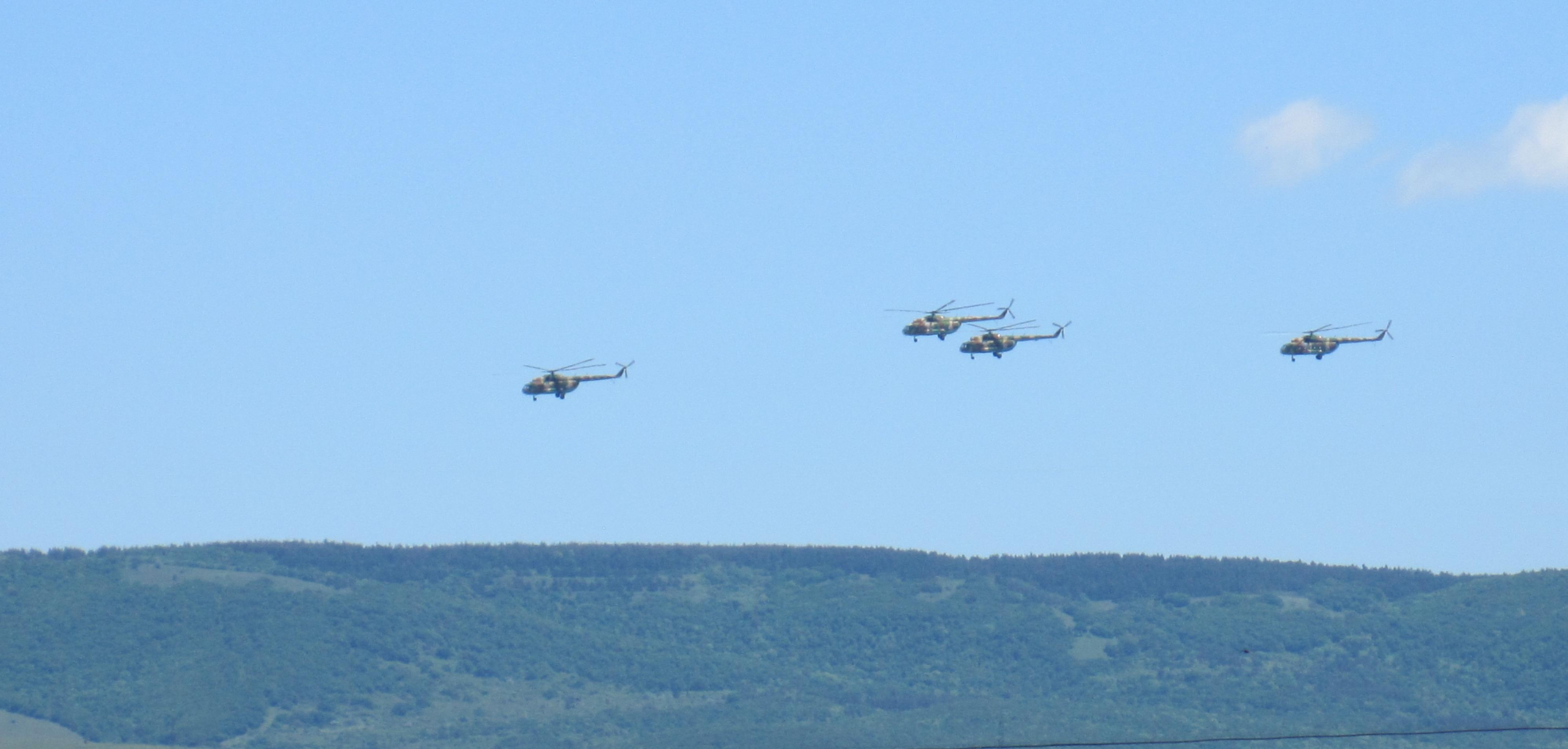
Delar av det georgiska luftvärnet, som ofta använder sig av flygbasen.

Tbilisi-Soganlug flygbas är en flygbas belägen nära byn Soganlug, strax utanför Georgiens huvudstad Tbilisi. Flygbasen används endast i militärt syfte, främst av Georgiens militär. Basen har en landningsbana i betong, som mäter 2478 x 78 meter, belägen 381 m ö.h.